# ヨハネス・レジス
ヨハネス・レジス（Johannes Regis, 1425年頃 – 1496年頃）は、フランドル楽派の作曲家で、ブルゴーニュ楽派の巨匠ギヨーム・デュファイの秘書。チヒ写本によって有名。

## 生涯
1450年以前のことは何も知られていないが、ラテン語による姓名から、ジャン・ルロワ（Jehan Leroy）というフランス語名が割り出されている。1451年にカンブレー近郊ソワニーの聖ヴァンサン教会の聖歌隊長に就任。この地位は当時は重要な肩書きであり、ジル・バンショワなど数名の有名な作曲家が、その教会に勤務し、あるいは教鞭を執っている。実際バンショワとも交流があったらしい。年代の分かっている限りで最古のレジスの作品は、1462年から1465年にかけて成立した、カンブレー大聖堂の写本に保存されており、そこにレジスが勤めていた可能性を示唆している。
1464年から1474年までデュファイの秘書になり、おそらく長年カンブレーに暮らしていたようだ。また1470年代初頭には、音楽理論家ヨハネス・ティンクトーリスによって当時の楽匠の一人に数えられていることから、急速に名声が広まったことが伺われる。
1496年の夏はやくに、レジスの得た地位が空席であると宣告され、無効化されていることから、おそらくそのころには故人であったと思われる。

## 作品
現存するレジス作品は、2つのミサ曲、7つのモテット、2つのロンドーのみである。ティンクトーリスなどの文人によって言及されているその他の作品は、失われていて現存しない。失われた作品の一つに、ミサ曲《いくさ人 Missa L'homme armé》がある。これは分かっている限り、俗謡《ロム・アルメ》を定旋律とする循環ミサ曲としては最も古い例である。一方で、《ロム・アルメ》を定旋律とするもう一つのミサ曲（ Missa l'homme armé / Dum sacrum mysterium ）は伝承されている。この曲は、「ロム・アルメ」に、3つの（当時の）既存の旋律を重ねているもので、対位法的な力作となっている。このようにレジスは、「ロム・アルメ」ミサを多数てがけたことが知られる、数少ない作曲家の一人であった。
レジスは初めて5声のための楽曲を作曲した作曲家であり、ジョスカンら次世代の作風を先取りしている。実際、レジスの5声のためのモテットは、ロイゼ・コンペールやジョスカン、ガスパル・ヴァン・ウェールベケ、ヤコブ・オブレヒトら後進作曲家によって、模範とされたり、あるいは定旋律として利用された。